# جین دا کلارک
جین دا کلارک (انگلیسی: Jean De Clercq؛ ۱۷ مهٔ ۱۹۰۵ – ۲۰ مارس ۱۹۸۴) یک بازیکن فوتبال اهل بلژیک بود.
وی همچنین در تیم ملی فوتبال بلژیک بازی کرده‌است.